# Isaak Alfasi
Isaak ben Jakob Alfasi, auch Rif genannt (* 1013 in Al Qal’a bei Constantine in Algerien; gestorben am 1103 in Lucena, Spanien), war ein nordafrikanischer jüdischer Gelehrter des Frühmittelalter und Hochmittelalter. Er gilt als wichtigste halachische Autorität vor Maimonides und ist der Verfasser zahlreicher Responsen.

## Leben
Nach seinem Geburtsort wird Alfasi manchmal auch „Ha-Kala'i“ genannt. Nach einer Studienzeit in Kairouan ließ sich Alfasi in Fès nieder. Daher rührt sein Name Alfasi bzw. die Abkürzung Rif als Akronym von Rabbi Isaak Fasi. In Fès lebte er bis 1088, als er im Alter von 75 Jahren von Feinden bei den Behörden denunziert wurde und nach Spanien (al-Andalus) fliehen musste. Nach einigen Monaten in Córdoba zog er in die andalusische Stadt Lucena, wo er bis zu seinem Tode blieb. Kurz nach seiner Ankunft in Lucena übernahm er 1089 den Vorsitz der dortigen Jeschiwa. Zu seinen zahlreichen Schülern dort gehörte unter anderem Jehuda ha-Levi. Vor seinem Tod bezeichnete Alfasi Josef ibn Migasch als seinen Nachfolger, obwohl sein eigener Sohn Jakob ein ausgezeichneter Gelehrter war. Sein Tod wurde von verschiedenen Dichtern beklagt, darunter von Moses ibn Esra (1055–1135). Dieser pries Alfasi als einen Mann von unvergleichlicher Weisheit und intensivem religiösem Gefühlsleben. Alfasi widmete sein Leben dem Studium des Talmud und seiner allgemeinen Verbreitung.

## Werk und Nachwirkung
Hunderte von Alfasis Responsen sind erhalten geblieben. Viele wurden während seines Aufenthalts in Fès geschrieben, die meisten davon in Arabisch. Stilistisch stehen seine Responsen immer noch denjenigen der babylonischen Geonim nahe. Sein Ruhm beruht aber auf seinem Hauptwerk Sefer ha-Halachot. Dies ist eine Zusammenfassung derjenigen Teile des (vor allem babylonischen) Talmud, die zur Zeit des Autors noch praktische Gültigkeit hatten. Diejenigen Traktate, die nur akademische Bedeutung hatten, wie zum Beispiel Vorschriften über den Tempeldienst in Jerusalem, finden keine Erwähnung. Sefer ha-Halachot behandelt 24 von den 63 Talmudtraktaten, darunter die drei „Ordnungen“ Mo'ed, Naschim und Nesiqin. Im Gegensatz zu vielen anderen Gelehrten befasst sich Alfasi nicht nur mit halachischem, sondern auch mit aggadischem, d. h. legendenhaftem Material aus dem Talmud, in dem moralisches Verhalten gelehrt wird.
Jüdische Gelehrte späterer Generationen haben ihre Bewunderung für Alfasi und sein Buch schriftlich festgehalten. Maimonides schrieb: „Das Buch der Halachot unseres großen Rabbiners, unseres Lehreres Isaak gesegneten Andenkens, übertrifft all diese Werke [der Geonim] ... denn es enthält alle Entscheidungen und Gesetze, die wir heutzutage benötigen... und mit Ausnahme von höchstens zehn Halachot sind seine Entscheidungen unanfechtbar.“ Abraham ben David von Posquières, der die Schriften von Maimonides heftig kritisierte, schrieb: „Ich würde mich auf die Worte von Alfasi verlassen, sogar wenn er sagen sollte, dass rechts links ist.“ Am Ende des Mittelalters, als das Studium des Talmud in Italien verboten wurde, wurde Alfasis Werk ausdrücklich davon ausgenommen und blieb vom 16. bis zum 19. Jahrhundert eines der wichtigsten Studienwerke für italienische Juden.
Zu seinen Kritikern und Kommentatoren gehören talmudische Gelehrte wie Nachmanides, Samuel ben Meir und Rabbenu Tam. Vor allem in Spanien, aber auch in Südfrankreich wurde das Buch von Alfasi noch gründlicher studiert als der Talmud selbst. Ein anonymer Kommentar eines jemenitischen Gelehrten aus dem 12. Jahrhundert zum Traktat Chullin (1960 herausgegeben) bezeugt die weite Verbreitung seines Werks.

## Ausgaben
- Sefer ha-Halakhot. editiert von N. Sacks: Hilkhot Rab Alfas. 2 Bände, Jerusalem 1969 (Erstdruck Konstantinopel 1509).